# Гибсон, Роберт Ли
Ро́берт Ли "Хут" Ги́бсон (англ. Robert Lee "Hoot" Gibson; род. 30 октября 1946) — астронавт НАСА. Совершил пять космических полётов: в качестве пилота на шаттле «Челленджер» — STS-41B (1984) и в качестве командира корабля на шаттлах: «Колумбия» — STS-61C (1986), «Атлантис» — STS-27 (1988), «Индевор» — STS-47 (1992), «Атлантис» — STS-71 (1995), кэптен ВМС США. Является одним из трёх астронавтов, кому довелось пилотировать четыре разных корабля из серии Спейс Шаттл.

## Рождение и образование
Родился 30 октября 1946 года в городе Куперстаун, штат Нью-Йорк, но своим родным городом считает Лейквуд, в Лонг-Бич, штат Калифорния. В 17 лет получил лицензию пилота-любителя. В 1964 году окончил среднюю школу в городе Хантингтон, штат Нью-Йорк. В 1966 году окончил Колледж графства (округа) Суффолк в штате Нью-Йорк, и получил диплом младшего специалиста по техническим наукам. В 1969 году окончил Политехнический университет штата Калифорния, и получил степень бакалавра наук по авиационной технике.

## Военная карьера
На службе в ВМС США с 1969 года. Прошел начальную лётную подготовку на авиабазах Суфли Филд и Пенсакола во Флориде и авиабазе около города Меридиан в штате Миссисипи, служил на авиабазе Мирамар, около города Сан-Диего, Калифорния, летал на F-4 Phantom II. Прошёл переподготовку на авиабазе Кингсвилл в Техасе. С апреля 1972 по сентябрь 1975 года служил в 111-й истребительной эскадрильи, принимал участие в операциях во Вьетнаме с борта авианосцев USS Coral Sea (CVA-43) и USS Enterprise (CVN-65). Окончил Школу по боевому применению истребителей ВМС «Топган», после чего служил пилотом-инструктором F-14A в 124-й истребительной эскадрильи. В июне 1977 года окончил Школу морских лётчиков-испытателей ВМС США на авиабазе Патаксент-Ривер в штате Мэриленде. Имеет лицензию пилота транспортной авиации и многомоторных самолётов, имеет свидетельство на право полётов по приборам. В 1991 году установил мировой рекорд в категории «Высота горизонтального полёта» для самолётов класса C1A, в 1994 году установил рекорд в категории «Скорость подъёма на высоту 9000 км». Вышел в отставку в ноябре 1996 года в звании кэптена ВМС США.

## Космическая подготовка
16 января 1978 года зачислен в отряд астронавтов НАСА во время 8-го набора. Прошёл курс Общекосмической подготовки (ОКП) и в августе 1979 года был зачислен в Отдел астронавтов в качестве пилота шаттла.
С декабря 1992 по сентябрь 1994 года возглавлял Отдел астронавтов НАСА. В марте — ноябре 1996 года был заместителем директора Отдела лётных экипажей.

## Космические полёты
- Первый полёт — STS-41B[3], шаттл «Челленджер». C 3 по 11 февраля 1984 года в качестве пилота. Продолжительность полёта составила 7 суток 23 часа 17 минут[4].

- Второй полёт — STS-61C[5], шаттл «Колумбия». C 12 по 18 января 1986 года в качестве командира корабля. Продолжительность полёта составила 6 суток 2 часа 5 минут[6].

- Третий полёт — STS-27[7], шаттл «Атлантис». Со 2 по 6 декабря 1988 года в качестве командира корабля. Продолжительность полёта составила 4 суток 9 часов 6 минут[8].

- Четвёртый полёт — STS-47[9], шаттл «Индевор». C 12 по 20 сентября 1992 года в качестве командира корабля. Продолжительность полёта составила 7 суток 22 часа 31 минуту[10].

- Пятый полёт — STS-71[11], шаттл «Атлантис». C 27 июня по 7 июля 1995 года в качестве командира корабля. Продолжительность полёта составила 9 суток 19 часов 23 минуты[12].

Общая продолжительность полётов в космос — 36 дней 4 часа 23 минуты.
Ушёл из отряда астронавтов в ноябре 1996 года.

## После полётов
Затем служил в Директорате испытаний самолётов ударной авиации в Лётно-испытательном центре ВМС, занимался испытаниями и аттестацией самолётов F-14A. Ушёл в отставку в ноябре 1996 года. С декабря 1996 года занимается частным бизнесом. Является членом совета директоров компании «Space Adventures». В 2010 году, при содействии Академии «Образцы Аэронавтики», создал организацию «Национальные аэромодели США», назвал своим именем. Основная идея — увеличить интерес среди молодых людей и поощрить их интерес к авиации, создавая летающие образцы с радиоуправлением. Гибсон заявил, что его интерес к пилотируемым полётам и его карьера как лётчика-испытателя и астронавта сподвиг его к производству модельных самолётов для молодых людей. Гибсон остаётся энергичным образцовым человеком, увлечённым своим хобби, по сообщениям, строит экспериментальную летающую радиоуправляемую версию самолёта с вертикальным взлётом и посадкой «Convair XFY Pogo».

## Награды
Награждён: Международная авиационная федерация: Медаль Льюиса Блириота (1991 and 2004), Золотая медаль имени Ю. А. Гагарина Международной авиационной федерации, Премия от Небрасского университета в Омахе, Медаль «За отличную службу» (США), Крест лётных заслуг (США), Воздушная медаль (США) (трижды), Медаль за службу национальной обороне (США) (дважды), Медаль «За службу во Вьетнаме», Медаль вьетнамской кампании, Медали «За космический полёт», его имя внесено в Зал славы астронавтов (2003).

## Семья
У Гибсона родные: три брата — Джон, Дон, Ричард и сестра Кэти.
Жена — Маргарет Ри Седдон, астронавт НАСА. У них четверо детей. Увлечения: воздушные гонки по формату «Формула 1», создание самодельных самолётов и бег.